# Hassane Benjelloun
Pour l’article homonyme, voir Benjelloun.
 (juillet 2021).
Si vous disposez d'ouvrages ou d'articles de référence ou si vous connaissez des sites web de qualité traitant du thème abordé ici, merci de compléter l'article en donnant les références utiles à sa vérifiabilité et en les liant à la section « Notes et références ».
Hassane Benjelloun est né le 9 mars 1955 à Fès. C'est un écrivain marocain d'expression française. Il a été professeur d'économie à la faculté de droit d'Oujda, puis à la faculté de droit de Tanger.

## Biographie

### Études
En 1983, Hassane Benjelloun obtient un doctorat de 3e cycle à l'Université de la Méditerranée Aix-Marseille II. Ensuite, c'est en 1991 qu'il effectue son doctorat d'état à l'Université Mohamed V à Rabat.

### Carrière
Hassane Benjelloun est secrétaire général de la Mairie de Témara de 1986 à 1991, puis professeur d'économie à la Faculté de droit d'Oujda de 1992 à 1997, pour enfin tenir le rôle de professeur d'économie à la Faculté de droit de Tanger de 1997 à 2005.